# Памятник Гарегину Нжде (Ереван)
Памятник Гарегину Нжде — скульптурный монумент в Ереване, расположенный в Сквере Хачкаров на пересечении улиц Анрапетутян, Арама и Павстоса Бузанда.

## История памятника
В 2011 году Союзом Художников Армении был объявлен конкурс на лучшую скульптуру, изображающую Гарегина Нжде. Конкурс провалился, и ни один эскиз не получил одобрения Союза. Через некоторое время мэрия Еревана объявила второй конкурс, на который было прислано около 10 проектов. Отобраны были 5 работ, после чего тайным голосованием победителем стал эскиз, выполненный скульптором Гагиком Степаняном. Остальные эскизы изображали Нжде верхом либо при оружии, что не устраивало организаторов конкурса. Интересно, что автор проекта принимал участие и в первом конкурсе, где представил другой эскиз, который изображал Нжде положившим руку на рукоять меча.
В 2014 году Совет старейшин Еревана утвердил установку памятника на окончательном месте. 25 мая 2016 года памятник был установлен, а 28 мая, в День Первой Республики, состоялось его торжественное открытие. На открытии присутствал в том числе президент Армении Серж Саргсян. Памятник открывали мэр Еревана Тарон Маргарян и правнук Гарегина Нжде Армен Бабаян.

## Описание
Памятник выполнен из бронзы, высота скульптуры составляет 5,7 метров, а высота постамента — 1 метр. Постамент выполнен из сочетания травертина и базальта. С обеих сторон к постаменту поднимаются лестницы. На постаменте высечены высказывания Нжде разных лет.

Гагик Степанян отметил, что для создания памятника изучил фотографии различных периодов жизни Нжде и создал собирательный образ. Нжде изображён в длинной военной форме, его взгляд устремлён вдаль. Левой рукой он держится за лацкан шинели, правой — указывает на слова, выгравированные на постаменте: 
Бог, Нация и Родина: жить стоит только ради того, ради чего стоит умереть, а умереть — только ради того, ради чего стоит жить. Народ, сыновья которого не равны перед законом и перед смертью, не может иметь Родины, которая одержит победу. Гарегин Нжде

У ног Нжде лежат бронзовые листы, на которых выгравирована другая его цитата: 
У моей души две опоры — Бог и Родина.

## Критика памятника
С момента своего появления памятник Нжде вызвал многочисленную критику, причём как его внешний вид, так и идеологическая составляющая. В частности, министр градостроительства Нарек Саркисян заявил, что образ Нжде напоминает Петра I, и предположил, что это связано с тем, что скульптор учился в Санкт-Петербурге. Также активно критиковали памятник пользователи социальных сетей.
Скептически отзывалась о памятнике и пресса. В частности, утверждалось, что памятник больше похож на памятник меценату или бизнесмену, нежели полководцу и воину. 
При этом были и положительные отзывы о памятнике со стороны как обычных жителей города, так и значимых горожан. Хорошо о памятнике высказался главный архитектор города Тигран Барсегян, народный артист Армении Дживан Гаспарян, вице-спикер парламента РА Эдуард Шармазанов и другие.

## Критика со стороны России
В июне 2016 года вопрос об установке памятника Гарегина Нжде обеспокоил российские власти. Официальный представитель МИД России Мария Захарова в ходе еженедельного брифинга высказала мнение, что России непонятна причина, по которой власти Армении санкционировали установку памятника. Вслед за заявлением Захаровой последовали публикации в российской прессе, критикующие установку памятника и обвиняющие Нжде в фашистской идеологии, но изобилующие при этом историческими ошибками и искажениями биографии Нжде.
В ответ на обвинения Эдуард Шармазанов сказал: «Нжде является национальным героем армянского народа так же, как и Александр Невский и генералиссимус Суворов являются национальными героями братского российского народа. Он боролся за свободу армянского народа, армянскую государственность, в первую очередь во имя благого будущего нашего народа. Проводить параллель между Нжде и нацистами - это неблагодарное для истории дело. Это я говорю, как историк. [...] Ни один солдат Нжде не воевал в годы Второй мировой войны против Советского Союза».
Позже, в июле, Захарова изменила позицию, указав на то, что установка памятника является внутренним делом Армении.

## Осквернение памятника
В ноябре 2022 года памятник Нжде был осквернён, причём суть оскверняющих надписей никакой связи с самим Нжде не имела. Неизвестные написали на постаменте памятника жёлтой краской на фарси слова «Смерть Хаменеи».

## Галерея

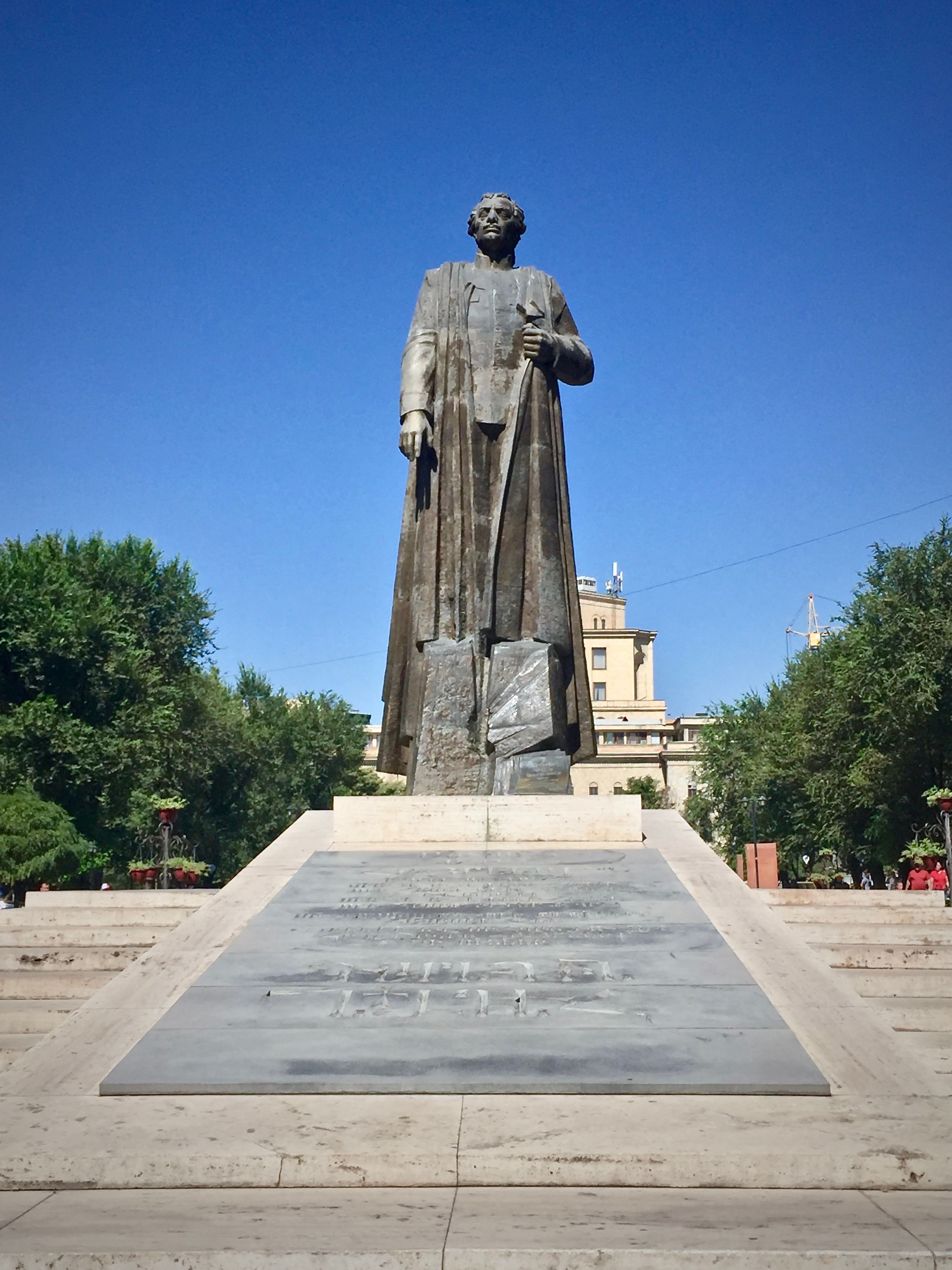
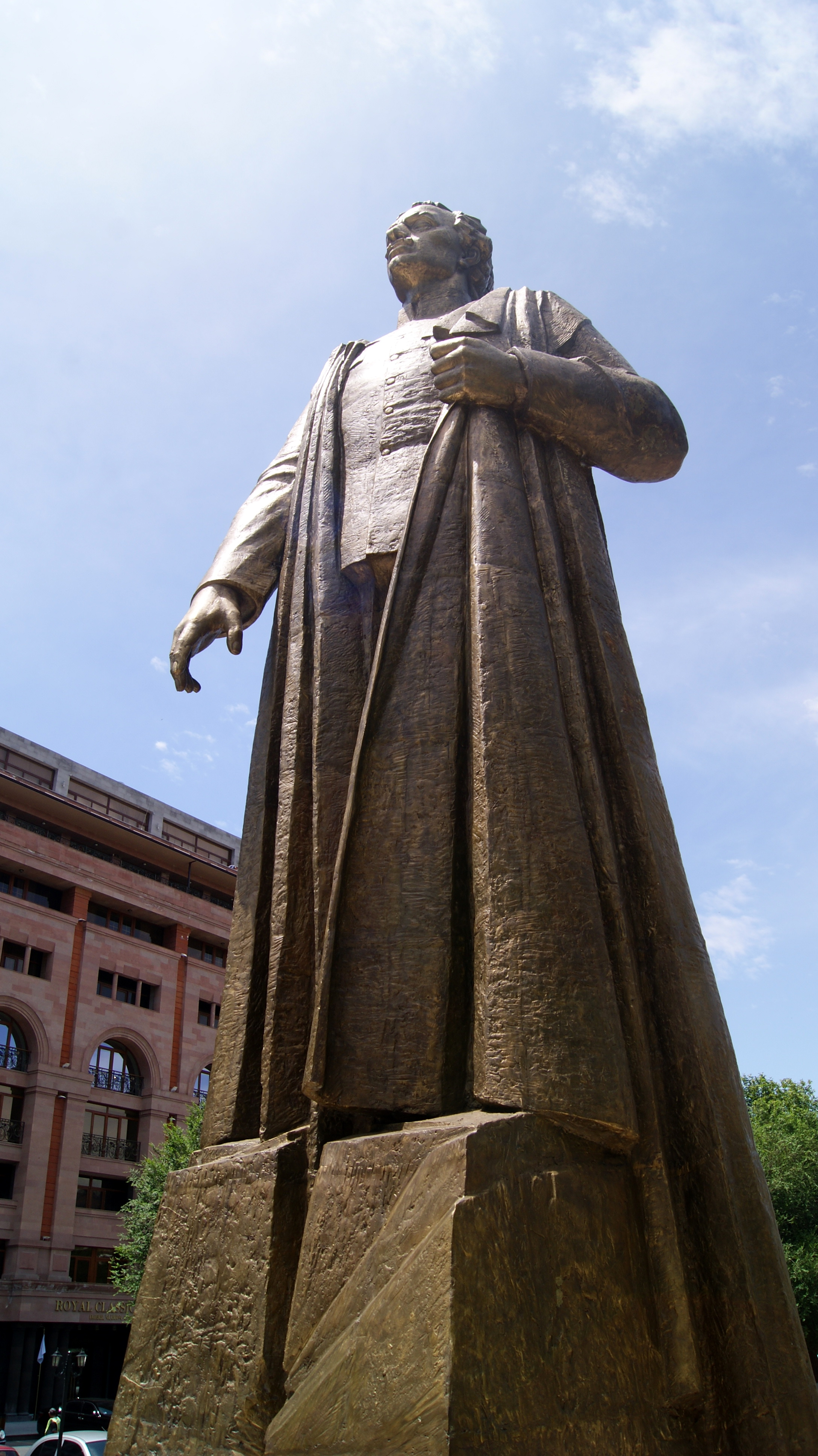
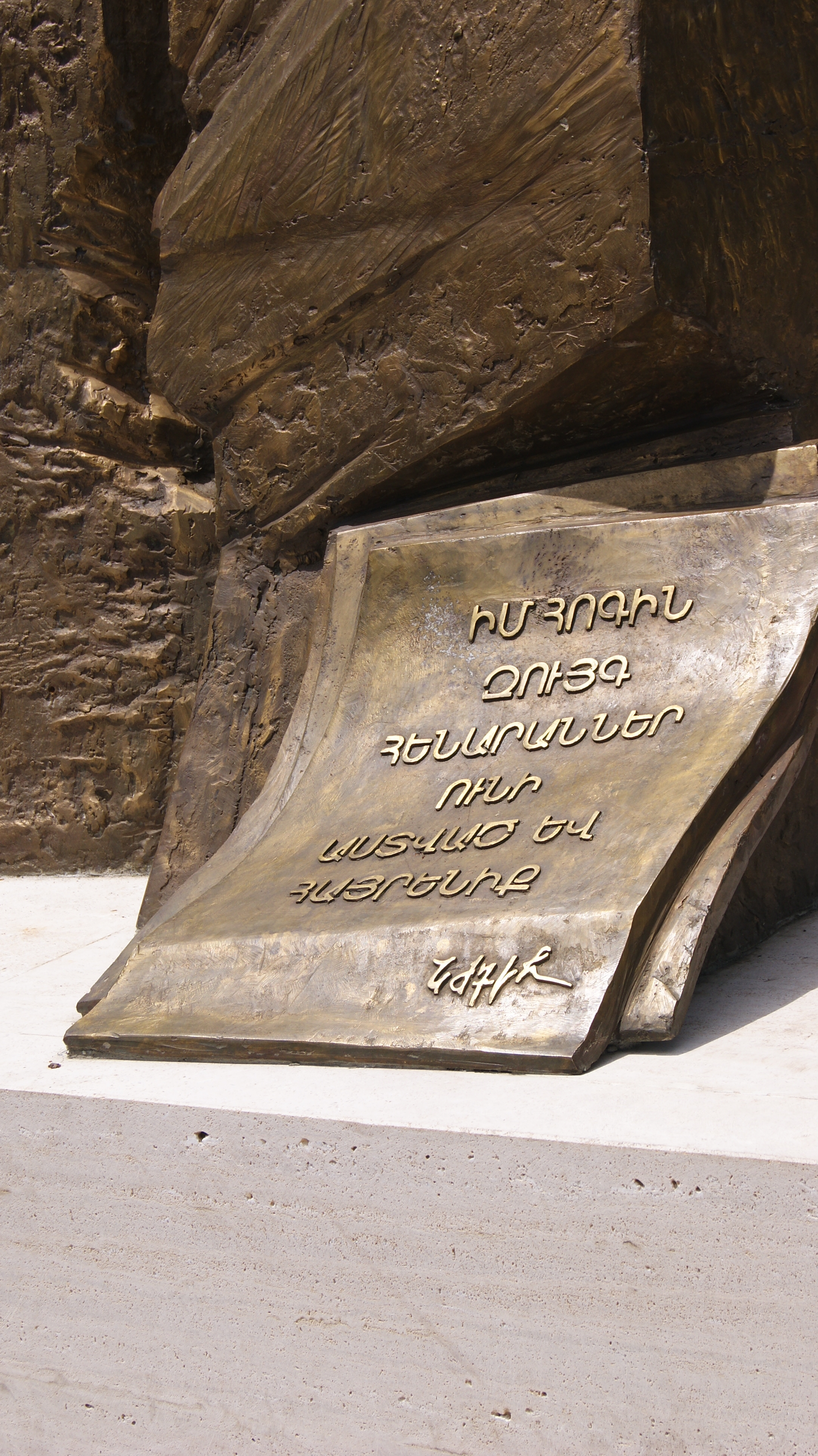
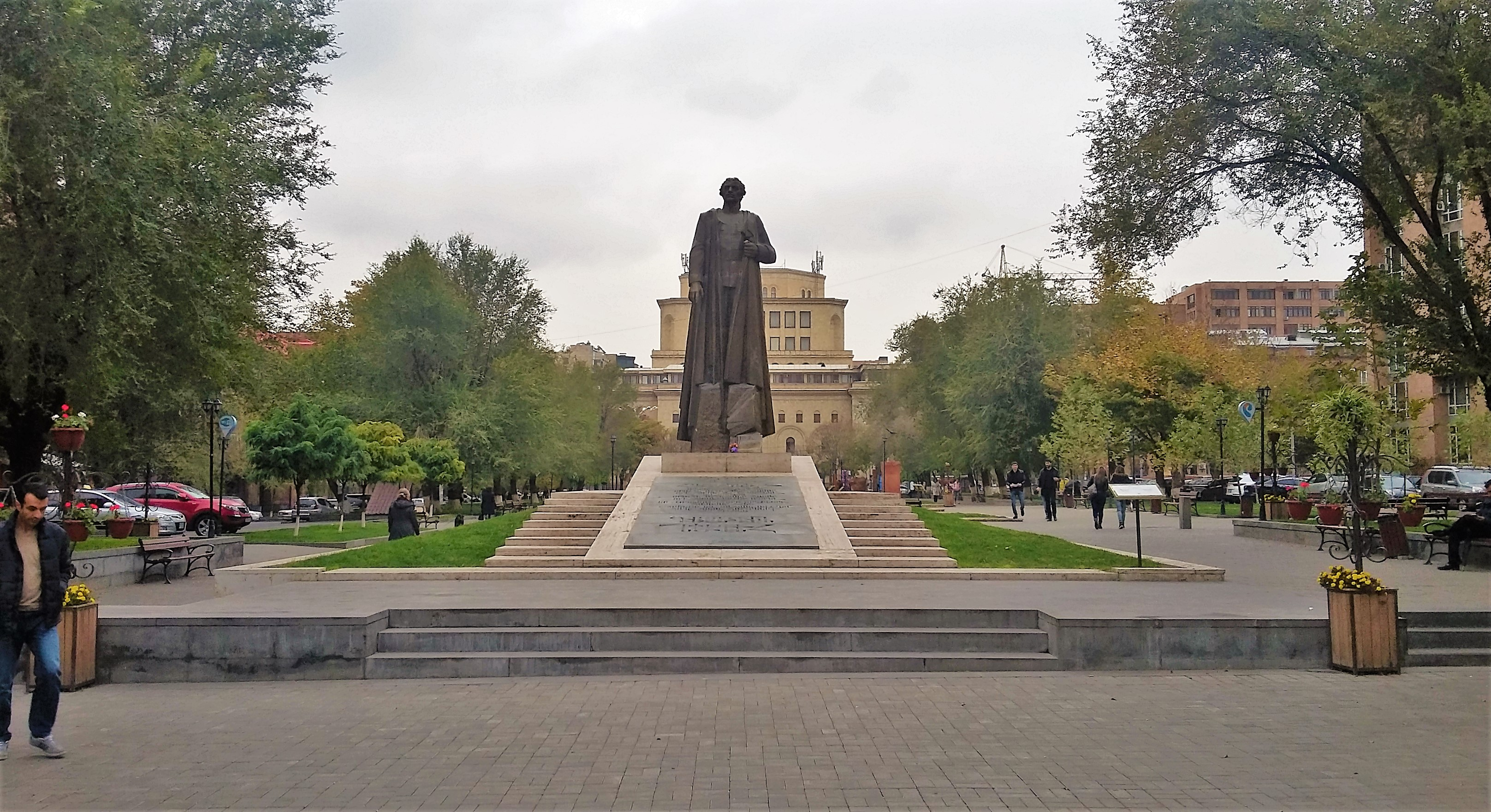